# Lygistorrhina insignis
Lygistorrhina insignis är en tvåvingeart som beskrevs av Frederick Askew Skuse 1890. Lygistorrhina insignis ingår i släktet Lygistorrhina och familjen Lygistorrhinidae. Inga underarter finns listade i Catalogue of Life.